# 금옥만당
《금옥만당》(중국어: 金玉滿堂, 영어: Chinese Feast)은 홍콩에서 제작된 서극 감독의 1995년 코미디, 드라마 영화이다. 장국영와 원영의가 주연으로 출연하였고 서극이 감독과 제작에 참여하였다.

## 출연

### 주연
- 장국영 - 조항생
- 원영의 - 구자혜

### 조연
- 종진도 - 요걸
- 나가영 - 음식점 주인
- 웅흔흔 - 황영
- 조문탁 - 용곤보

## 한국판 성우진 (MBC, 1996년 8월 3일)
- 김도현 - 조항생(장국영)
- 송도영 - 구자혜(원영희)
- 이종혁 - 요걸(종진도)
- 이윤연 - 황영(웅혼혼)
- 안지환 - 용곤보(조문탁)
- 김현직 - 심사의원(유순)
- 이영달 - 심사의원(당가)
- 이우신 - 요리사(로웅)
- 한규희 - 음식점 주인(나가영)
- 안장혁 - 경찰(황국량)
- 황윤걸 - 보스(하가구)